# Дубинина Горка
Дубинина Горка — деревня в Хвойнинском муниципальном округе Новгородской области.

## География
Находится в северо-восточной части Новгородской области на расстоянии приблизительно 26 км на юго-запад по прямой от районного центра Хвойная на берегу озера Горское.

## История
В 1910 году здесь (деревня Боровичского уезда Новгородской губернии) был учтен 21 двор. До 2020 года входила в Миголощское сельское поселение до его упразднения. Ныне имеет дачный характер.

## Население
Численность населения: 90 человек (1910 год), 5 (русские 100 %) в 2002 году, 0 в 2010.